# Euxinia baltica
Euxinia baltica är en plattmaskart som beskrevs av Meixner 1938. Euxinia baltica ingår i släktet Euxinia, och familjen Cylindrostomidae. Arten är reproducerande i Sverige.